# نویپا کام (آریزونا)
نویپا کام (به انگلیسی: Noipa Kam) یک منطقهٔ مسکونی در ایالات متحده آمریکا است که در آریزونا واقع شده‌است. نویپا کام  ۶۴۳ متر بالاتر از سطح دریا واقع شده‌است.